# Cantón de Verdun-sur-le-Doubs
El cantón de Verdun-sur-le-Doubs era una división administrativa francesa, que estaba situada en el departamento de Saona y Loira y la región de Borgoña.

## Composición
El cantón estaba formado por veintidós comunas:
- Allerey-sur-Saône
- Bragny-sur-Saône
- Charnay-lès-Chalon
- Ciel
- Clux
- Écuelles
- Gergy
- La Villeneuve
- Les Bordes
- Longepierre
- Mont-lès-Seurre
- Navilly
- Palleau
- Pontoux
- Saint-Gervais-en-Vallière
- Saint-Loup-Géanges
- Saint-Martin-en-Gâtinois
- Saunières
- Sermesse
- Toutenant
- Verdun-sur-le-Doubs
- Verjux

## Supresión del cantón de Verdun-sur-le-Doubs
En aplicación del Decreto n.º 2014-182 de 18 de febrero de 2014, el cantón de Verdun-sur-le-Doubs fue suprimido el 22 de marzo de 2015 y sus 22 comunas pasaron a formar parte del nuevo cantón de Gergy.